# Die Kuh (Hebbel)
Die Kuh ist eine Novelle von Friedrich Hebbel, die am 27. Januar 1849 in der Wiener Zeitung Die Presse erschien.

## Inhalt
Die Erzählung handelt von dem Bauern Andreas, der unter ärmlichen Verhältnissen lebt. Um seine erste erworbene Kuh zu bezahlen, die bereits mit seiner Frau und dem Knecht auf dem Weg nach Hause sind, zählt er sein Geld. Nachdem er sich mit einem Stück Papier seine Pfeife angezündet, das Haus verlassen und später wieder betreten hat, bemerkt er seinen kleinen Sohn, der – vom Feuer fasziniert – sämtliche Geldscheine verbrennt. In seiner Wut greift er das Kind und schleudert es an den Haaren gegen die Wand, wo dieses reglos liegen bleibt. Als Andreas wieder zur Besinnung kommt und bemerkt, was er getan hat, hängt er sich, mit dem für die Kuh bestimmten Strick, auf dem Heuboden auf.
Als seine Frau und der Knecht eintreffen, fällt erstere bewusstlos vor dem toten Kind zu Boden, während der Knecht den Bauern sucht. Beim Betreten des Heubodens, erschrickt er beim Anblick des Erhängten, stürzt die Treppe hinunter und bricht sich das Genick. Die Kerze, die der Knecht hierbei hat fallen lassen, setzt den gesamten Hof in Flammen, wodurch die Frau des Bauern sowie die Kuh im Feuer sterben.

## Rezeption
Bereits im Jahr 1843 nahm sich Hebbel aus den damaligen Meldungen Vorlagen für seine Novelle, die er dann im Jahr 1849 nach seinem Vorbild Heinrich von Kleist überarbeitete. Die Novelle ist eine Vorstufe des dramatischen Werkes.

„Ursache und Wirkung hier ohne ein retardierendes oder beschleunigendes Dazwischentreten menschlicher Überlegung oder Entscheidungsfreiheit auswegslos verkettet und führen zu einem fratzenhaften Schicksal, zu sinnloser Zerstörung.“

## Ausgaben
Friedrich Hebbel: Meistererzählungen. Deutscher Taschenbuch Verlag, München 2013, ISBN 978-3-423-14193-2.